# Лунинский
Лу́нинский (Лу́нино) — упразднённый посёлок, существовавший на территории Железногорского района Курской области до 1976 года. На момент упразднения входил в состав Андросовского сельсовета.

## География
Располагался в центральной части района, в 10 км к юго-востоку от Железногорска на левом берегу реки Чернь. Ближайшие, ныне существующие населённые пункты — деревня Солдаты и село Андросово.

## История
Возник в ходе Столыпинской аграрной реформы 1906—1911 годов. Первыми жителями посёлка были переселенцы из села Андросово и деревень Хлынино и Зорино.
До 1923 года Лунинский входил в состав Веретенинской волости Дмитровского уезда Орловской губернии. В 1926 году в посёлке было 12 дворов, проживало 75 человек (35 мужского пола и 40 женского). В то время Лунинский входил в состав Курбакинского сельсовета Долбенкинской волости Дмитровского уезда Орловской губернии. С 1928 года в составе Михайловского (ныне Железногорского) района. 12 февраля 1929 года Лунинский был передан из Курбакинского сельсовета в новообразованный Остаповский сельсовет. Позднее передан в Андросовский сельсовет. В начале 1930-х годов в посёлке был создан колхоз «Лунино». В 1937 году в посёлке было 10 дворов. Во время Великой Отечественной войны, с октября 1941 года по февраль 1943 года, находился в зоне немецко-фашистской оккупации. 
В 1950 году колхоз «Лунино» был присоединён к колхозу имени Кагановича (центр в с. Андросово), который в 1957 году получил новое название — «40 лет Октября». Посёлок Лунинский был упразднён 22 апреля 1976 года в связи с отводом земель для отвалов карьера Михайловского ГОКа.

## Население
| 75 |

## Персоналии
- Азаров, Алексей Никонорович (1922—2013) — участник Великой Отечественной войны, Герой Советского Союза (1945). Родился в Лунинском.